# Lobeira
Lobeira település Spanyolországban, Ourense tartományban. Lobeira Verea, Bande, Muíños, Lobios, Entrimo és Melgaço községekkel határos. Lakosainak száma 718 fő (2024).

## Népesség
A település népessége az elmúlt években az alábbi módon változott:
| Lakosok száma | 1264 | 1188 | 1089 | 1016 | 909  | 837  | 825  | 798  | 774  | 718  |
|               | 2001 | 2004 | 2007 | 2009 | 2012 | 2014 | 2017 | 2019 | 2022 | 2024 |